# حكومة سامي الصلح السابعة
الحكومة اللبنانية السادسة والعشرون بعد الاستقلال، والحادية عشر بعهد الرئيس كميل شمعون، وهي سابع حكومة يترأسها سامي الصلح (السادسة بعد الاستقلال). شكلت الحكومة بموجب المرسوم رقم 17054 بتاريخ 18 آب / أغسطس 1957، ونالت الثقة بموجب 38 صوتاً ضد 17 صوتاً وامتناع 1. واستقالت بتاريخ 13 آذار / مارس 1958.

## أعضاء الحكومة
- سامي الصلح رئيساً لمجلس الوزراء ووزيراً للداخلية ووزيراً للعدلية.
- سليم لحود وزيراً للأشغال العامة.
- كاظم الخليل وزيراً للاقتصاد الوطني ووزيراً للتصميم العام ووزيراً للزراعة.
- فريد قوزما وزيراً للأنباء ووزيراً للتربية الوطنية.
- مجيد أرسلان وزيراً البرق والبريد والهاتف ووزيراً للدفاع الوطني.
- شارل مالك وزيراً للخارجية والمغتربين.
- جوزيف سكاف وزيراً للشئون الاجتماعية ووزيراً للصحة العامة.
- جميل مكاوي وزيراً للمالية.

### تعديلات حكومية
أجري في 4 شباط / فبراير 1958 تعديل حكومي تم بموجبه تعيين فريد قوزما وزيراً للمالية بالإضافة لمنصبه.

## وصلات خارجية
- موقع رئاسة مجلس الوزراء الرسمي